# Nikolaj Hess
Nikolaj Hess is een Deense jazzpianist, componist, arrangeur, producent en orkestleider.

## Biografie
Nikolaj Hess won de gouden prijs in de "Berlingske Tidendes"-wedstrijd voor niet-klassieke muziek in Kopenhagen en won de categorie voor beste Europese jazzpianist onder 25 in de RAI-wedstrijd in Rome (1991). Nadat hij op 22-jarige leeftijd was afgestudeerd aan The Rhythmic Conservatory, was hij de eerste die het hoogste cijfer behaalde voor zijn concertuitvoering in piano, zijn hoofdvak. Nikolaj Hess heeft gecomponeerd en gearrangeerd voor solopianisten, kleine bands, groot strijkersensemble, bigband, koren en saxofoonkwartetten. Hij schreef ook muziek voor de Deense filmmaatschappij Zentropa voor Lars Von Triers Melancholia (2011), Tju Bang Film en het Duitse Meeres Stille (2013), evenals voor radio: DR, NKR, Hongaarse radio, Den Kongelige Ballet, Det Kongelige Teater, dansgezelschappen, installaties in samenwerking met beeldend kunstenaars.
- Onderscheidingen: hij heeft vele beurzen ontvangen van de Deense overheid en van particuliere stichtingen, waaronder twee keer de Bikuben Foundation[4] artist-in-residence in New York en is genomineerd voor het beste jazzalbum van het jaar bij de Danish Music Awards in 2013 en 2014
- Onderwijs: Nikolaj Hess is universitair hoofddocent aan het Ritmisch Conservatorium in Kopenhagen en tevens Art Director van Summersession, een educatief programma voor professionele musici, georganiseerd door JazzDanmark. Hess heeft ook lesgegeven aan The New School University in New York, het Royal Danish Conservatory of Music[5], Conservatoire National Superieur de Music de Paris, Funda College, Zuid-Afrika; Shuttle 2002 Zuid-Afrika; IASJ 10e jaarlijkse congres in Keulen en het Conservatorium voor niet-klassieke muziek in Århus, William Paterson University New Jersey en vele andere plaatsen.

Onder de lijst met artiesten waarmee Nikolaj Hess heeft gewerkt, zijn onder meer: Marc Mommaas, Tony Moreno, John Hebert, Jay Andersen, Christian McBride, Kenny Wollesen, Jeff Ballard, Lee Konitz, Benny Golson, Fela Kuti, Femi Kuti, Hal Willner, James Genus, Ambrose Akinmusire, Rez Abassi, Ben Monder, Satoshi Takeishi, Ben Street, Francois Moutin, Marylin Mazur, Greg Hutchinson, Essiet Okon Essiet, Donny McCaslin, Jochen Rueckert, Jesper Lundgaard, Mads Vinding, Alex Riel, Lars Danielsson, Jacob Fisher, Johannes Weidenmuller, Tom Rainey, Cameron Brown, Sissel Vera Petersen, Hans Ulrik, Chris Minh Doky. Ulla Henningsen, Julee Cruise, Jamey Haddad, Ed Neumeister, Danny Gottlieb, James Genus, David Liebman, Hal Crook, Harwie Swartz, Jean Luc Ponty, Marcello Pelletiri, Andrea Marcelli, Michael Blair, Kysia Bostic, Ed Howard, Youron Israels, Dennis Charles, Doug Raney, Cæcilie Norby, Debbie Cameron, Lars Hug, Bob Rockwell, Jukka Perko, Severy Pyssalo, Ed Thigpen, Kenneth Bager, Peter Poulsen, Copenhagen Art Ensemble, Annisette Koppel, Ane Trolle onder vele anderen.

## Discografie
- 2006: By This River met Sissel Vera Pettersen (Music for Dreams)
- 2009: A Word met Sissel Vera Pettersen (Calibrated)
- 2009: The Champ (Stunt)
- 2009: Etta with Etta Cameron (Stunt)
- 2010: Global Motion + (Stunt)
- 2013: Trio met Tony Scherr, Kenny Wollesen (Gateway Music)
- 2016: Rhapsody: Impressions of Hammershi met Mikkel Hess, Marilyn Mazur, Anders Christensen (Cloud)
- 2018: Willow met Live Foyn Friis, Anders Christensen, Daniel Sommer (Foyn)

- Gemeinsame Normdatei: 1023806614
- International Standard Name Identifier: 0000 0005 0275 9798
- MusicBrainz: 236c32a7-1e40-43b6-a9bc-7b739278e794
- Virtual International Authority File: 250946939